# HTR4
HTR4 (англ. 5-hydroxytryptamine receptor 4) – білок, який кодується однойменним геном, розташованим у людей на короткому плечі 5-ї хромосоми.  Довжина поліпептидного ланцюга білка становить 388 амінокислот, а молекулярна маса — 43 761.
| 10         |  | 20         |  | 30         |  | 40         |  | 50         |
| ---------- |  | ---------- |  | ---------- |  | ---------- |  | ---------- |
| MDKLDANVSS |  | EEGFGSVEKV |  | VLLTFLSTVI |  | LMAILGNLLV |  | MVAVCWDRQL |
| RKIKTNYFIV |  | SLAFADLLVS |  | VLVMPFGAIE |  | LVQDIWIYGE |  | VFCLVRTSLD |
| VLLTTASIFH |  | LCCISLDRYY |  | AICCQPLVYR |  | NKMTPLRIAL |  | MLGGCWVIPT |
| FISFLPIMQG |  | WNNIGIIDLI |  | EKRKFNQNSN |  | STYCVFMVNK |  | PYAITCSVVA |
| FYIPFLLMVL |  | AYYRIYVTAK |  | EHAHQIQMLQ |  | RAGASSESRP |  | QSADQHSTHR |
| MRTETKAAKT |  | LCIIMGCFCL |  | CWAPFFVTNI |  | VDPFIDYTVP |  | GQVWTAFLWL |
| GYINSGLNPF |  | LYAFLNKSFR |  | RAFLIILCCD |  | DERYRRPSIL |  | GQTVPCSTTT |
| INGSTHVLRD |  | AVECGGQWES |  | QCHPPATSPL |  | VAAQPSDT   |  |            |

A: Аланін

C: Цистеїн

D: Аспарагінова кислота

E: Глутамінова кислота

F: Фенілаланін

G: Гліцин

H: Гістидин

I: Ізолейцин

K: Лізин

L: Лейцин

M: Метіонін

N: Аспарагін

P: Пролін

Q: Глутамін

R: Аргінін

S: Серин

T: Треонін

V: Валін

W: Триптофан

Кодований геном білок за функціями належить до рецепторів, g-білокспряжених рецепторів, білків внутрішньоклітинного сигналінгу. 
Задіяний у таких біологічних процесах як поліморфізм, альтернативний сплайсинг. 
Локалізований у клітинній мембрані, мембрані, ендосомах.